# Banjo (personnage)
Pour les articles homonymes, voir Banjo (homonymie).
 (avril 2020).
Si vous disposez d'ouvrages ou d'articles de référence ou si vous connaissez des sites web de qualité traitant du thème abordé ici, merci de compléter l'article en donnant les références utiles à sa vérifiabilité et en les liant à la section « Notes et références ».
Banjo est un personnage de jeu vidéo. C'est un paisible ours inventé par Rareware.

## Description
Il porte toujours un short jaune, un collier avec une dent de requin et un sac à dos bleu. Son sac à dos contient en fait son amie l'oiseau sarcastique Kazooie. 
Il possède une petite sœur appelée Tooty. Ils vivent tous les trois en bas de la Montagne Spirale, situé sur l'Ile aux sorcières.
Il apparut pour la première fois dans Diddy Kong Racing sur Nintendo 64 comme personnage de course. Puis il devient le héros principal de plusieurs jeux vidéo avec son amie Kazooie.

## Jeux
- Diddy Kong Racing (1997) - Nintendo 64
- Banjo-Kazooie (1998) - Nintendo 64
- Banjo-Tooie (2000) - Nintendo 64
- Conker's Bad Fur Day (2001) - Nintendo 64 (Trophée de chasse)
- Banjo-Kazooie : La Revanche de Grunty (2003) - Game Boy Advance
- Grabbed by the Ghoulies (2003) - Xbox (Trophée de chasse)
- Banjo-Pilot (2005) - Game Boy Advance
- Conker: Live and Reloaded (2005) - Xbox (Trophée de chasse)
- Banjo-Kazooie: Nuts and Bolts  (2008) - Xbox 360
- Sonic and Sega All-Stars Racing  (2010) - Xbox 360
- Super Smash Bros. Ultimate  (2019) - Nintendo Switch